# Опште добро
Опште добро у филозофији, економији и политичким наукама односи се на оно што је заједничко и корисно за све или већину чланова одређене заједнице, или алтернативно, оно што се постиже грађанским колективним делима и активним учешћем у политици и јавној служби. Концепт општег добра значајно се разликује међу филозофским доктринама.
Рани концепти општег добра утврђени су од стране античких грчких филозофа, укључујући Аристотела и Платона. Једно схватање општег добра заснованог на Аристотеловој филозофији и данас је у употреби, а упућује на то што савремени учењаци називају "добром које је погодно и доступно заједници, а деле га сви чланови." Концепт општег добра развијен је кроз рад политичких теоретичара, моралних филозофа и јавних економиста, међу којима су Тома Аквински, Николо Макијавели, Џон Лок, Жан Жак Русо, Џејмс Медисон, Адам Смит, Карл Маркс, Џон Стјуарт Мил, Џон Ролс и многи други мислиоци.